# Vic Cherikoff
Vic Cherikoff gilt als Kenner australischen Bush Foods (auch Bush Tucker genannt), der traditionellen Ernährung und Essenszubereitung der Aborigines. Er hat einige der 35 pflanzlichen Speisen des Aborigines-Essens ausgewählt und vermarktet. Er ist der Autor von drei Büchern und zahlreichen wissenschaftlichen Publikationen. Er hat die australische Küche mit seiner Fernsehsendung Dining Downunder bekannt gemacht, die in 48 Ländern ausgestrahlt wurde. Er finanziert, produziert und veranstaltet TV-Shows mit den Chefköchen, Benjamin Christie und Mark McCluskey. Zusammen mit Christie reist und präsentiert Cherikoff die australische Küche rund um die Welt, oft mit der Australian Trade Commission (Austrade) und in internationalen Hotels.
In den 1980er Jahren arbeitete Cherikoff in der Human Nutrition Unit der University of Sydney, wo er den medizinischen Wert der Ernährung der Aborigines mit Professor Jennie Brand-Miller untersuchte. Cherikoff erwarb einen Bachelorgrad der Angewandten Wissenschaften der University of Technology und führt Untersuchungen der klinischen Pharmazie wie auch der medizinischen Lebensmittelwissenschaften durch.
In der Mitte der 1980er Jahre gründete er die Bush Tucker Supply Pty Ltd, die später eine Abteilung von Vic Cherikoff Food Services Pty Ltd wurde. Er entwickelt Produkte und verkauft diese, etwa als Zutaten für Köche, Hersteller von Essen und Getränke, die Kosmetik-Industrie und bewirbt sie in Büchern und im Fernsehen. Als Großhändler spielte Cherikoff einer Rolle in der frühen Entwicklung der modernen Herstellung von Essen der australischen Ureinwohner, wobei er das regionale Nahrungsangebot mit den Märkten verband, dabei die Gemeinschaften der Aborigines unterstützte und bei der Arbeitsbeschaffung half. Er arbeitet mit anderen Bush-Food-Herstellern, die ebenso Pioniere waren, zusammen und schrieb einige Bücher über Bush-Food: The Bushfood Handbook, Uniquely Australian, ein Buch über das Kochen in der Wildnis und Dining Downunder Cookbook, das er mit Benjamin Christie gemeinsam schrieb.
Cherikoff verfolgt selbst die Entwicklung der Zutaten, damit sie den Anforderungen der modernen Küche und den modernen Herstellungsprozessen genügen, wie lösliche ätherischer Öle, eingekapselte Produkte, aufbereitete Öle, CO2-Extrakte und geheime Mischungen und Formeln. Er hat auch den Einzelhandelsverkauf seiner Produkte ausgebaut.

## Bücher
- Cherikoff, Vic, The Bushfood Handbook, ISBN 0-7316-6904-5
- Cherikoff, Vic, Uniquely Australian, ISBN 0-646-07470-9
- Cherikoff, Vic and Christie, Benjamin, The Dining Downunder Cookbook, ISBN 0-9752021-0-3